# Feni (Bangladesh)
Feni è una città del Bangladesh situata nella divisione di Chittagong, nel sud-est del Bangladesh.